# Matt Austin (acteur canadien)
Pour les articles homonymes, voir Matt Austin et Austin.
Matt Austin est un acteur, scénariste, producteur, compositeur, réalisateur, directeur de la photographie et monteur canadien né le 20 avril 1978 à Toronto (Ontario).Il est principalement connu pour avoir tenu le rôle de Bridge (power ranger vert puis bleu) dans Power Ranger Super Police Delta.

## Filmographie

### Acteur
- 2000 : Broke Body Saints : Malcolm
- 2000 : Coming to Terms : Damian
- 2001 : Release : Young Man
- 2001 : Les Femmes du clan Kennedy (Jackie, Ethel, Joan: The Women of Camelot) (TV) : Joseph Patrick Kennedy II
- 2002 : If Wishes Were Horses : Toby
- 2002 : Talk Salo : Aaron
- 2002 : Spynet (série TV) : Cypher (2002)
- 2003 : Bar Life : Guy
- 2003 : Autobiography of an Insect : Alex
- 2004 : L'Armée des morts (Dawn of the Dead) : EMS Technician
- 2004 : Denied : Merrick
- 2004 : A Separate Peace (TV) : Rach
- 2005 : This Town's Called Crash
- 2005 : Power Rangers SPD : Bridge Carson

### Scénariste
- 2001 : Release
- 2003 : Jimmy
- 2004 : Credit Role

### Producteur
- 2003 : Jimmy
- 2004 : Credit Role

### Compositeur
- 2005 : Power Rangers : Super Police Delta

### Réalisateur
- 2003 : Jimmy

### Directeur de la photographie
- 2003 : Jimmy

### Monteur
- 2003 : Jimmy